# Killzone 2
Killzone 2 — видеоигра в жанре шутера от первого лица, разработанная студией Guerrilla Games и изданная компанией Sony Computer Entertainment для консоли PlayStation 3. В России игра вышла 24 февраля 2009 года.

## Сюжет
После событий предыдущей игры прошло 2 года. Вектанцам при поддержке флота I.S.A. (англ. Interplanetary Strategic Alliance, рус. Межпланетный Стратегический Союз) удаётся не только отбить планету у хелгастов, но и начать вторжение на родную планету врага — Хелган. Протагонистом выступает Томас «Сев» Севченко, боец группы «Альфа», в то время как Ян Темплар, главный герой первой части, дослужившись до полковника, командует крейсером «Сверхновая» руководя операцией на стратегическом уровне.
Игра начинается с высадки десанта I.S.A. на Хелгане, в районе реки Коринф, где встречают ожесточённое сопротивление хелгастов. Вместе с Рико, Гарзой и Натко, Сев организовывает огневое прикрытие колонне дружественных танков по пути в Пирр — столицу Хелгана. Однако в районе Меридиана колонна попадает под миномётный огонь хелгастов, организованный полковником Радеком. Сев с напарниками выводит миномёты из строя, чем даёт возможность колонне войти в Пирр. По пути в город Сев выводит из строя хелганское зенитное орудие, основанное на незнакомых землянам технологиях. Гарза забирает один из обломков орудия и передаёт его на исследования доктору Баттон.
Ворвавшись в Пирр, вектанцы и земляне с трудом пробиваются к площади Визари — кратчайшему пути к дворцу императора. Однако, на пути I.S.A. возникает сеть вышек, уничтожающая часть колонны, из-за чего силам вторжения приходится отступить. На пути отхода Сев и Натко замечают кратер на тротуаре от взрыва, на дне которого обрывки кабеля искрят той же самой энергией, что и те вышки.
На борту «Сверхновой» Баттон рассказывает, что обломок от зенитки и те вышки в городе связаны тем, что работают на энергии от петрусита — уникального минерала, добываемого на Хелгане. Доктор приходит к выводу, что хелгасты научились использовать петрусит в оружейных целях, а разорванный кабель в городе, который видел Сев — лишь часть сети питания, уходящей за город. Темплар отмечает, что пока петруситовые вышки активны, им к дворцу не подобраться, и разрабатывает план: группа «Альфа» (Сев, Рико, Натко, Гарза и Баттон) отправляются на разведку в одну из закрытых петруситовых шахт, где должны найти схемы петруситовой сети питания вышек и, по возможности, вывести её из строя.
Высадившись в шахтёрской деревне неподалёку от места назначения, отряд получает сообщение от Темплара, что за пару часов до этого он выслал на разведку группу «Браво», но потерял с ними контакт, поэтому «Альфе» следует ещё и выяснить судьбу пропавшего отряда. Исследуя шахтёрский комплекс, отряд находит трупы перебитой разведки. Рико понимает, что хелгасты ждали их здесь, поэтому уходит с Севом ремонтировать антену связи, в то время как Гарза и Натко остаются помогать доктору. Запустив антену, Сев и Рико возвращаются, но из засады наблюдают, как хегасты с Радеком в их главе уводят их друзей в плен. Преследуя их, Рико и Сев угоняют транспортный поезд, доставляющий их в перерабатывающий комплекс Тарсиса. Нагнав конвой с пленниками, бойцы наблюдают, как Радек допрашивает доктора по поводу кодов запуска вехтианских атомных боеголовок, украденных во время событий предыдущей игры. Баттон отказывается отвечать, и тогда полковник угрожает ей казнью Гарзы и Натко. Рико срывается и открывает огонь по хелгастам. Радеку удаётся сбежать, в процессе тяжело ранив Гарзу. Отряд прорывается к посадочной площадке и запрашивает эвакуацию, попутно отбиваясь от оставшихся хелгастов. Транспортник прибывает за героями, но Гарза умирает от ран.
На борту «Сверхновой» Сев скорбит по гибели друга и обвиняет Рико в смерти Гарзы. Внезапно хелгасты берут крейсер на абордаж. Сев, Натко и Рико держат оборону, но силы хелгастов продолжают прибывать, а крейсер в процессе штурма сильно повреждён. Темплар отдаёт приказ о массовой эвакуации экипажа, а Сева отправляет в машинное отделение, чтобы пустить реактор «Сверхновой» в расход и взорвать корабль. Выполнив поручение, Сев спешит в ангар для вылета с крейсера, но натыкается на терминал охраны, с которого по камере слежения наблюдает за капитанским мостиком: Темплар и Баттон пытаются удалить коды запуска, когда появляется Радек со своей свитой. Полковник требует от Темплара выдать ему коды, но тот отказывается, и тогда хелгаст убивает доктора. Темплар в ярости бросается на Радека, но тот одолевает его в рукопашной и смертельно ранит, после чего приказывает подручным копировать искомые коды. Сев, наблюдавший за гибелью Темплара, пытается вернуться на мостик и отомстить Радеку, но Рико не пускает его и забирает с собой на последний эвакуационный челнок. Умирая от кровопотери, Темплар успевает снять «Сверхновую» с ручного управления, и крейсер падает на сегмент петруситового трубопровода, повреждая его взрывом и отключая городские вышки.
Высадившись неподалёку от места крушения крейсера, Сев, Рико и Натко наблюдают, как ядерный взрыв уничтожает большую часть Пирра. Капитан Нэрвил, возглавивший наземные силы I.S.A. после смерти Темплара, осознаёт, что за взрывом стоит Радек. Рико мотивирует его оставшимися силами штурмовать дворец Визари, пока к городу не подтянулись основные силы хелгастов, и взять императора в плен. Нэрвил соглашается, и I.S.A. атакуют дворец. Разобравшись с оборонительными рубежами, «Альфа» прорывается внутрь дворца, но Натко остаётся прикрывать снаружи. Внутри Сев и Рико лицом к лицу встречаются с Радеком, лично вставшим на защиту императора. Сев одолевает Радека, но тот, не желая сдаваться в плен, совершает суицид.
Ворвавшись в кабинет Визари, Сев и Рико призывают его сдаться, обвиняя в «военных преступлениях». Император отвергает обвинения и заявляет, что хелгасты никогда не покорятся захватчикам, а гибель землян и вектанцев была напрасной. Рико срывается и расстреливает безоружного Визари. Умирая, Визари успевает сказать: «Безумие только начинается…»
В финале Сев выходит из дворца и устало садится на ступеньки. Остатки сил I.S.A. готовятся к бою с надвигающимся орбитальным флотом хелгастов.

## Игровой процесс

Скриншот игры. Хелгасты и хелганский символ в правом верхнем углу.

### Одиночная кампания
В Killzone 2 игровой процесс выглядит очень кинематографично. На экране нет счётчика здоровья, только боезапас. Почти все игровые ролики выполнены в реальном времени на движке игры. Игрок может стрелять вслепую, вести огонь из станкового орудия или стрелять из-за укрытия (все от первого лица). Также игрок может передвигаться на транспортных средствах, выдаваемых по сюжету.

### Многопользовательская игра
Сетевой режим состоит из 8 карт:
- «Пиррово нагорье»
- «Рынок Саламун»
- «Хелганский завод»
- «Молот Визари»
- «Академия Радека»
- «Склад в Тарсисе»
- «Кровавый канал»
- «Мост Через Коринф»

Игра состоит из 5 операций:
- «Захват и удержание» — Задача — захватить и удержать территорию, пока не закончится операция.
- «Поиск и доставка» — Надо найти громкоговоритель и доставить их в обозначенную зону, пока не истечёт время.
- «Ликвидация» — Команда нападающих должна ликвидировать цель — указанного игрока из другой команды.
- «Зачистка» — Обеим командам надо убить как можно больше бойцов из команды противника.
- «Найди и уничтожь» — Одна команда должна уничтожить цель за отведённое время, другая — защитить. Цели уничтожаются взрывчаткой

За убийство противника или выполнение игровых операций начисляются очки. Если ваша команда победила, то в конце раунда ваши очки умножаются в 1,5 раза. За выполнение особых игровых заданий даются ленты. Набрав 8 лент, вы получаете медаль. Также в сетевой игре присутствует система званий. Более высокий ранг — более мощное оружие или возможность играть за персонажа нового класса. Плох тот солдат, который не мечтает стать генералом!
При создании игры можно применить те или иные настройки. Например, сделать так, чтобы все игроки играли только с пистолетами, или только определённым классом. Также можно выбрать карты, на которых вы хотите играть.

## Дополнительный контент
10 апреля 2009 Герман Хульст (англ. Hermen Hulst), управляющий директор Guerilla Games, заявил на GameTrailers TV, что Killzone 2 получит пакет карт под названием «Сталь и титан» (англ. Steel and Titanium), который будет содержать две новые карты для сетевой игры: «Буря в пустошах» (англ. Wasteland Bullet) и «Вектанский крейсер» (англ. Vekta Cruiser). Они содержат новые элементы геймплея со стратегическим уклоном.
Второй пакет карт был официально объявлен 20 мая 2009 как «Гром и молния» (англ. Flash and Thunder). В пакет входят две обновлённые карты из первой Killzone: «Береговой плацдарм» (англ. Beach head) и «Южные холмы» (англ. Southern hills). Обе карты привлекают новыми стратегическими поворотами — на пляже идёт дождь так, что окопы залиты водой, а на «Южных холмах» прерывисто гремят взрывы. Пакет был выпущен 11 июня 2009.
10 июля был официально анонсирован третий пакет, хотя в Sony заявили, что никаких планов не было. Набор «Напалм и Кордит» (англ. Napalm and Cordite) был выпущен 23 июля 2009, в нём содержатся две новых карты «Скалы Сульевы» (англ. Suljeva Cliffside) и «Разрядные Башни» (англ. Arctower Landing). В дополнение к картам шёл огнемёт с Болтером, хотя изначально они были доступны только в одиночном режиме.
Ещё один набор карт был приурочен к выходу в свет «Напалма и Кордита», он содержал все шесть карт из пакетов по цене четырёх карт.
В пятую годовщину релиза первой Killzone пакет «Гром и молния» был снижен в цене в Северной Америке и Европе.

## Разработка
Майкл Валиент (англ. Michal Valient), старший программист Guerrilla Games, представил подробную информацию об игровом движке Killzone 2 на конференции разработчиков в июле 2007 года. Как и во многих других играх SCE, в том числе LittleBigPlanet и inFamous, Killzone 2 использует механизм отложенного затенения (англ. Deferred shading engine), который позволяет намного лучше контролировать характерную палитру освещения игры, одновременно увеличивая пропускную способность процессора и ограничивая сложность шейдеров. К другим играм, использующим аналогичные решения, относятся Grand Theft Auto IV и S.T.A.L.K.E.R.: Тень Чернобыля. Однако такой подход создаёт дополнительные проблемы; особенно в отношении сглаживания и прозрачности. Первая проблема была преодолена с использованием решения MSAA Quincunx, а вторая - путем добавления стандартного прямого рендеринга. Графика игры была высоко оценена критиками.
Анимация была сделана в Autodesk Maya 8.5. 3D художники, аниматоры и дизайнеры использовали Maya в качестве рабочей среды, что является необычным, учитывая, что большинство 3D-игр изготавливаются в 3ds Max. Обширная библиотека стандартных инструментов Maya и скриптов была создана при поддержке различных дисциплин. Внутриигровая анимация поддерживалась с помощью другого созданного ими инструмента, AnimationBlender. Частицы и эффекты были отредактированы, используя инструмент «Particle Editor». Также был создан инструмент под названием «ColorTweaker», который дал возможность выполнять цветокоррекцию на PlayStation 3 в режиме реального времени.
Первоначально бюджет Killzone 2 составлял 20 миллионов долларов США, но в конце разработки вырос до 40-45 миллионов.

## Killzone 2на игровых выставках

### E3 2005
На E3 2005 впервые был показан первый трейлер Killzone 2, где было показано высаживание войск ISA на Хелган. Критики в СМИ утверждали, что трейлер, показанный на выставке E3 2005, не показывал фактически игру, но все были удивлены высоким уровнем визуальных деталей, что было невозможно в то время. Как сказали разработчики — этот трейлер был лишь их видением того, как будет выглядеть игра. На тот момент её разработка ещё не началась.

### GDC 2007
На GDC 2007 Killzone 2 снова представили, но уже закрытой публике. Там показывали различные сражения, окружающую среду и освещение.

### E3 2007
На E3 2007 игра была показана группе журналистов и на следующий день публике на пресс-конференции Sony E3. Тут был показан настоящий геймплей.

### Sony’s PlayStation Day 2008
На Sony’s PlayStation Day 2008 был показан второй уровень игры, тут были замечены значительные графические наработки, демонстрирующие передовое освещение и множество других спецэффектов.

### CES 09
На проходящей конференции CES 09 (Лас-Вегас), разработчики из Guerrilla Games предоставили объёмное количество интересных подробностей о своём детище. Выход игры в Европе состоится именно 25 февраля 2009 года. В США и остальном мире игра вышла на два дня позже.
Герман Хультс, один из разработчиков также поведал о том, что прохождение одиночной кампании займёт 10 часов на среднем уровне сложности. Но при этом он заявил, что тут не маловажную роль будет играть несколько факторов: умение игрока, насколько детально тот или иной игрок будет изучать уровни, сбор трофеев.
Один из журналистов ирландского журнала PS3life взял интервью у разработчиков игры и поинтересовался, а будет ли продолжение? Ответ Guerrilla Games был таков: «Повествование Killzone закончится во второй части, однако мы не сказали нет.» Ответ явно подразумевает планы разработчиков про дальнейшую раскрутку франчайза.
В интервью с журналистами PSU, Guerrilla Games официально опровергли все слухи о возможном патче, который якобы должен добавить кооператив в одиночный режим. «У нас нет планов по внедрению кооператива» — заявил директор Killzone 2, Мэтью де Йонг (фр. Mathijs de Jonge). «Кооператив не вписывается в режим кампании, поэтому его в ближайшее время не будет».

## Оценки
| Сводный рейтинг                    | Сводный рейтинг |
| Агрегатор                          | Оценка          |
| ---------------------------------- | --------------- |
| GameRankings                       | 90,56 %         |
| Metacritic                         | 91 %            |
| Иноязычные издания                 |                 |
| Издание                            | Оценка          |
| 1UP.com                            | A               |
| Edge                               | 7/10            |
| Eurogamer                          | 9/10            |
| Game Informer                      | 8,75/10         |
| GamePro                            | 5/5             |
| GameSpot                           | 9,0/10          |
| GameSpy                            | 4,5/5           |
| GameTrailers                       | 9,2/10          |
| GameZone                           | 9,4/10          |
| IGN                                | 9,4/10          |
| Play (UK)                          | 93 %            |
| X-Play                             | 5/5             |
| GamesMaster                        | 91 %            |
| Official PlayStation Magazine (US) | 5/5             |
| Official PlayStation Magazine (UK) | 9/10            |

Игра получила положительные отзывы от критиков.

## Интересные Факты
- На аукционе eBay была статуя хелгаста с штурмовой винтовкой STA-52 в руках. Высота статуи — 182 см. Статуя разбирается для более удобной транспортировки. Цена $499.99.

.
- Sony Computer Entertainment Europe потратила 2 млн фунтов стерлингов (примерно $2.8 млн.) на рекламу и промоакции Killzone 2. Сюда входит реклама на ТВ, в кинотеатрах и прочее.[15].
- В последнем номере EGM появилась новая информация о Killzone 2. На данный момент игра использует 4,5 из 6 возможных ядер процессора PS3.
- Guerrilla Games утверждает, что на создание этой игры ушёл примерно 21 миллион долларов.